# Händel-Werke-Verzeichnis
«Händel-Werke-Verzeichnis» (сокращённо HWV — «Каталог работ Генделя») — система нумерации всех известных произведений Георга Фридриха Генделя. Трёхтомный каталог публиковался с 1978 по 1986 год музыковедом Галле-Виттенбергского университета Бернда Базельта, содержит все известные произведения автора, а также спорные и сочинённые другими композиторами. Помимо списка сочинений каталог содержит фактическую информацию, в том числе ранние печатные источники.
Кроме этого каталога есть ещё два полных собрания произведений Генделя: Händel-Gesellschaft (HG, собран Фридрихом Кризандером) и Hallische Händel-Ausgabe (HHA, издательство Галле), содержащий также критические оценки.

## Структура
| Номер                           | Жанр                                      |
| ------------------------------- | ----------------------------------------- |
| 1—42                            | Оперы                                     |
| 43—45                           | Музыка для спектаклей                     |
| 46—71                           | Оратории                                  |
| 72—76                           | Оды, маски, серенады                      |
| 77—177                          | Кантаты                                   |
| 178—199                         | Дуэты                                     |
| 200—201                         | Трио                                      |
| 202—228, 284—286                | Арии, песни                               |
| 229—245, 269—277                | Церковная музыка                          |
| 229—268                         | Антемы                                    |
| 278—283                         | Литургические композиции                  |
| 287—311, 343                    | Концерты для инструмента соло с оркестром |
| 312—335                         | Кончерто гроссо                           |
| 336—356                         | Сочинения для оркестра                    |
| 357—379, 406—412, 419—421       | Соло сонаты                               |
| 380—405                         | Трио-сонаты                               |
| 346, 410, 411, 414—418, 422—424 | Сочинения для симфонического ансамбля     |
| 425—612                         | Клавирные сочинения                       |
| А1—А12                          | Аранжировка других композиторов           |